# ارنستو گالان
ارنستو گالان (انگلیسی: Ernesto Galán؛ زادهٔ ۱۷ ژوئن ۱۹۸۶) بازیکن فوتبال اهل اسپانیا است.
از باشگاه‌هایی که در آن بازی کرده‌است می‌توان به باشگاه فوتبال اسپانیول، باشگاه فوتبال دپورتیوو آلاوس، باشگاه فوتبال رایو وایکانو، باشگاه فوتبال میراندس، باشگاه فوتبال ژیرونا، باشگاه فوتبال لاس پالماس، و باشگاه فوتبال خرز اشاره کرد.